# Dagashi kashi
Dagashi kashi (だがしかし) est un manga écrit et dessiné par Kotoyama. Il fut prépublié entre juin 2014 et mars 2018 dans le magazine Weekly Shōnen Sunday et compilé en un total de onze tomes reliés par Shōgakukan entre septembre 2014 et mai 2018. Une adaptation en anime réalisée par le studio feel. est diffusée entre janvier et mars 2016 sur TBS au Japon et en simulcast sur J-One et Anime Digital Network dans les pays francophones. Une deuxième saison, réalisée par le studio Tezuka Productions, est diffusée entre janvier et mars 2018 sur TBS au Japon et en simulcast sur Anime Digital Network dans les pays francophones. En décembre 2015, le manga a été adapté en light novel.

## Synopsis
L'histoire nous plonge dans le quotidien de Kokonotsu, un jeune adolescent qui, malgré l'insistance de son père, ne veut pas reprendre l'entreprise familiale : un magasin de bonbons à la campagne. Un jour, une fille adoratrice de bonbons, nommée Hotaru, déboule dans le magasin. Dès lors, elle ne cessera de revenir pour convaincre notre héros de reprendre l'entreprise familiale.
Par ailleurs, les bonbons et autres friandises présentés dans l’œuvre sont des produits qui existent (ou ont existé) réellement. Leur histoire nous est contée la plupart du temps par Hotaru, mais aussi de temps en temps par Kokonotsu, selon le contexte.

## Personnages
Kokonotsu Shikada (鹿田 ココノツ, Shikada Kokonotsu)
Voix japonaise : Atsushi Abe
Un jeune garçon, protagoniste de l'histoire, surnommé Coconuts par ses amis Saya et Tō. Il aide régulièrement son père à tenir le magasin de bonbons (bien que celui-ci ne lui laisse parfois pas le choix en s'absentant sans prévenir). Il aime dessiner des planches de manga, dont l’héroïne ressemble étrangement à Hotaru, possède une bonne culture de l'histoire des bonbons vendus dans sa boutique et apprécie particulièrement ce qui est sucré.
Hotaru Shidare (枝垂 ほたる, Shidare Hotaru)
Voix japonaise : Ayana Taketatsu
Une jeune fille excentrique aux cheveux couleur lilas. Elle vient quotidiennement (ou presque) pour inciter Kokonotsu à reprendre le magasin de bonbons de son père, avec pour objectif que ce dernier intègre la société Shidare, grande entreprise de production de bonbons. À l'instar de Kokonotsu, elle possède une grande culture dans le domaine des bonbons et n'hésite pas à l'en faire profiter pour le mettre à l'épreuve, en le considérant comme son rival.
Saya Endō (遠藤 サヤ, Endō Saya)
Voix japonaise : Manami Numakura
Amie de Kokonotsu et sœur de Tō. Elle tient le café de sa famille situé non loin du village où habite Kokonotsu. Elle devient rapidement amie avec Hotaru, après l'avoir aidée à la suite de sa chute dans une rizière, qui la considérera même comme son maître après avoir été témoin de ses performances dans des jeux d'adresses. Saya a des sentiments pour Kokonotsu mais celui-ci ne semble pas s'en rendre compte.
Tō Endō (遠藤 豆, Endō Tō)
Voix japonaise : Tatsuhisa Suzuki
Ami de Kokonotsu et frère de Saya. Il s'occupe un peu du café avec sa sœur et aime l'embêter au sujet de ses sentiments envers Kokonotsu. Il a une attitude décontractée qu'il affiche avec des lunettes de soleil et une chemise hawaïenne. Lorsque la discussion tourne autour de filles, il passe souvent pour un pervers, n'étant intéressé que par leur poitrine ou leur culotte.
Yō Shikada (鹿田 ヨウ, Shikada Yō)
Voix japonaise : Keiji Fujiwara
Le père de Kokonotsu et le propriétaire du magasin de bonbon Shikada. Malgré son attitude irresponsable, étant toujours parti quelque part en laissant Kokonotsu gérer le magasin, il est néanmoins très attentionné, notamment envers les enfants du village. Il refuse de quitter son magasin tant que Kokonotsu ne s'engage pas à prendre la relève.
Beniyutaka Shidare (枝垂 紅豊, Shidare Beniyutaka)
Voix japonaise : Tomokazu Sugita
Le gérant du konbini qui a ouvert en face du magasin de bonbon Shikada, pendant l'hiver suivant la disparition de Hotaru. Il s'agit en réalité du grand frère de celle-ci mais, comme il ne partage pas son goût pour les friandises, il dissimule son identité sous le nom de Yutaka Beni. Il trouve les magasins de bonbon démodés et considère même Kokonotsu comme son rival après que ce dernier lui a fait remarquer que le prix de ses pâtisseries était beaucoup trop cher.
Hajime Owari (尾張 ハジメ, Owari Hajime)
Voix japonaise : Chinatsu Akasaki
Une jeune femme de 20 ans qui vient postuler pour travailler au magasin de bonbon Shikada. Elle travaillait avant au konbini d'en face mais a été licenciée pour avoir été en retard chaque jour. Par ailleurs, elle ne se sentait pas à l'aise dans l'équipe et avait reçu le surnom de binoclarde. Elle participera à l'amélioration du magasin de bonbon Shikada auprès de Kokonotsu, tout en logeant sur place.

## Média

### Manga
Le manga fut prépublié entre juin 2014 et mars 2018 dans le magazine Weekly Shōnen Sunday et complété en 11 tomes reliés et édités par Shōgakukan.

Chaque tome comporte un peu moins de 20 chapitres, faisant en moyenne 8 pages, plus 1 chapitre omake.
| no | Japonais          | Japonais          |
| no | Date de sortie    | ISBN              |
| --- | ----------------- | ----------------- |
| 1 | 18 septembre 2014 | 978-4-09-125125-1 |
| Couverture : Hotaru ShidareListe des chapitres : Chapitres 1 à 18 (+ extra 18.5)                          |                   |                   |
| 2 | 18 mars 2015      | 978-4-09-125399-6 |
| Couverture : Saya EndōListe des chapitres : Chapitres 19 à 38 (+ extra 38.5)                              |                   |                   |
| 3 | 16 octobre 2015   | 978-4-09-126210-3 |
| Couverture : Hotaru ShidareListe des chapitres : Chapitres 39 à 56 (+ extra 56.5)                         |                   |                   |
| 4 | 18 mars 2015      | 978-4-09-126570-8 |
| Couverture : Hotaru Shidare et Kokonotsu ShikadaListe des chapitres : Chapitres 57 à 74 (+ extra 74.5)    |                   |                   |
| 5 | 18 mai 2016       | 978-4-09-127160-0 |
| Couverture : Saya Endō et Tō EndōListe des chapitres : Chapitres 75 à 92 (+ extra 92.5)                   |                   |                   |
| 6 | 18 octobre 2016   | 978-4-09-127408-3 |
| Couverture : Hotaru ShidareListe des chapitres : Chapitres 93 à 108 (+ extra 108.5)                       |                   |                   |
| 7 | 17 mars 2017      | 978-4-09-127513-4 |
| Couverture : Hajime OwariListe des chapitres : Chapitres 109 à 124 (+ extra 124.5)                        |                   |                   |
| 8 | 10 août 2017      | 978-4-09-127681-0 |
| Couverture : Hotaru ShidareListe des chapitres : Chapitres 125 à 139 (+ extra 139.5)                      |                   |                   |
| 9 | 18 décembre 2017  | 978-4-09-127882-1 |
| Couverture : Saya EndōListe des chapitres : Chapitres 140 à 155 (+ extra 155.5)                           |                   |                   |
| 10 | 16 février 2018   | 978-4-09-128083-1 |
| Couverture : Hajime Owari et Beniyutaka ShidareListe des chapitres : Chapitres 156 à 170 (+ extra 170.5)  |                   |                   |
| 11 | 18 mai 2018       | 978-4-09-128247-7 |
| Couverture : Hotaru Shidare et Kokonotsu ShikadaListe des chapitres : Chapitres 171 à 186 (+ extra 186.5) |                   |                   |

### Light Novel
Un roman écrit par Manta Aisora, intitulé Dagashi Kashi : Mō Hitotsu no Natsu Yasumi (だがしかし　もうひとつの夏休み), a été publié le 18 décembre 2015 par Shōgakukan.
| no                          | Japonais         | Japonais          |
| no                          | Date de sortie   | ISBN              |
| --------------------------- | ---------------- | ----------------- |
| Roman                       | 18 décembre 2015 | 978-4-09-451585-5 |
| Couverture : Hotaru Shidare |                  |                   |

### Fanbook
Un fanbook intitulé Let's Play with Hotaru a été publié le 18 janvier 2016 par Shōgakukan.

Il présente entre autres le personnage de Hotaru Shidare au niveau de son comportement, son caractère ou encore son style vestimentaire.
| no                          | Japonais        | Japonais          |
| no                          | Date de sortie  | ISBN              |
| --------------------------- | --------------- | ----------------- |
| Fanbook                     | 18 janvier 2016 | 978-4-09-126830-3 |
| Couverture : Hotaru Shidare |                 |                   |

### Anime
L'adaptation en anime est annoncée en septembre 2015. La série est réalisée au sein du studio feel. par Shigehito Takayanagi. Elle est diffusée entre le 7 janvier et le 31 mars 2016 sur TBS au Japon et en simulcast sur J-One et Anime Digital Network dans les pays francophones,.
En août 2017, une deuxième saison est annoncée par le magazine Weekly Shōnen Sunday. Cette dernière est réalisée par Satoshi Kuwahara. Le studio chargé de la réalisation de cette deuxième saison est le Tezuka Productions en coopération avec le studio feel.. L'anime est diffusé entre le 12 janvier et le 30 mars 2018 sur la chaîne de télévision japonaise TBS et en simulcast sur Anime Digital Network dans les pays francophones.

#### Saison 1
| No | Titre français                                                                            | Titre japonais                                                                 | Titre japonais                                                                           | Date de 1re diffusion |
| No | Titre français                                                                            | Kanji                                                                          | Rōmaji                                                                                   | Date de 1re diffusion |
| -- | ----------------------------------------------------------------------------------------- | ------------------------------------------------------------------------------ | ---------------------------------------------------------------------------------------- | --------------------- |
| 1  | Bâton des Délices et Potato Fry                                                           | うまい棒とポテフと… / コーヒー牛乳キャンディとヤングドーナツと…                | Umaibō to potefu to... / Kōhī gyūnyū kyandī to yangu dōnatsu to...                       | 7 janvier 2016        |
| 2  | Kinako-bô et Mousse                                                                       | きなこ棒と生いきビールと… / 笛ラムネとめんこと…                                | Kinakobō to Namaiki bīru to... / Fue Ramune to Menko to...                               | 14 janvier 2016       |
| 3  | Des Butamen et des spirales en gelée / Des Bonbons au pamplemousse et des Seven Neon      | ブタメンとくるくるぼーゼリーと… / ボンタンアメとセブンネオンと…                | Butamen to kurukuru bō zerī to... / Bontan'ame to Sebun Neon to...                       | 21 janvier 2016       |
| 4  | Des Fugashi et des caramels Glico                                                         | ふがしとふがしと… / グリコとグリコと…                                          | Fugashi to fugashi to... / Guriko to Guriko to...                                        | 28 janvier 2016       |
| 5  | Du Ramune et des Baby Star Ramen                                                          | ビンラムネとベビースターラーメンと… / ヤッターめんとすっぱいぶどうにご用心!と… | Binramune to bebī sutā rāmen to... / Yattā men to suppai budō ni goyōjin! to...          | 4 février 2016        |
| 6  | Super Lacets Q, Billes Plates et Maken Gummi                                              | 超ひもQとおはじきと…ときどきまけんグミ / ヨーグレットとココナツと…             | Chō himo Q to ohajiki to... Tokidoki makengumi / Yōguretto to kokonatsu to...            | 18 février 2016       |
| 7  | La fête de l'été et Hotaru                                                                | 夏祭りとほたると…/夏祭りとサヤと…                                              | Natsu matsuri to Hotaru to... / Natsu matsuri to Saya to...                              | 25 février 2016       |
| 8  | Le Chewing-Gum Kifépeur et la tempête / Des bilboquets et des Petits-Petits Chocoroscopes | 超怖い話ガムと台風と…／けん玉とプチプチ占いチョコと…                           | Chō kowai hanashi gamu to taifū to... / Kendama to puchipuchi uranai choko to...         | 3 mars 2016           |
| 9  | Des Cotons Pops et des Chocrottes / Un Radis Cerise et des Œufs de Glace                  | わたパチとうんチョコと... /さくら大根と卵アイスと...                           | Watapachi to un choko to... / Sakura daikon to tamago aisu to...                         | 10 mars 2016          |
| 10 | C'est des bonbons, quoi !                                                                 | 駄菓子じゃねえか！                                                             | Dagashi janē ka!                                                                         | 17 mars 2016          |
| 11 | Les Chewing-Gums Cola et Yô                                                               | コーラガムとヨウと... /都こんぶとラムネと...                                   | Kōragamu to you to... / Miyako Konbu to ramune to...                                     | 24 mars 2016          |
| 12 | Des "Je mange, Hi" et des Poèmes de Cerises                                               | 食べるんですHiとさくらんぼの詩と… /ミルクキャラメルとサクマ式ドロップと…       | Taberundesu hai to sakuranbo no uta to... / Miruku carameru to sakumashiki doroppu to... | 31 mars 2016          |

#### Saison 2
| No | Titre français                      | Titre japonais                        | Titre japonais                            | Date de 1re diffusion |
| No | Titre français                      | Kanji                                 | Rōmaji                                    | Date de 1re diffusion |
| -- | ----------------------------------- | ------------------------------------- | ----------------------------------------- | --------------------- |
| 1  | Big Pané et Peperoncino             | ビッグカツとペペロンチーノと…         | Biggukatsu to peperonchīno to…            | 12 janvier 2018       |
| 2  | Baseball gum et bateau pop-pop      | 野球盤ガムとポンポン船と…             | Yakyū-ban gamu to ponponsen to…           | 19 janvier 2018       |
| 3  | Toupies Begoma et souvenirs         | ベーゴマと追憶と…                     | Bēgoma to tsuioku to…                     | 26 janvier 2018       |
| 4  | Homerun Bar et feu d'artifice       | ホームランバーと花火大会と…           | Hōmuranbā to hanabi taikai to…            | 2 février 2018        |
| 5  | Ambulance et Bouge-toi              | 救急車とタラタラしてんじゃね〜よと…   | Kyūkyūsha to taratara shi tenja ne yo to… | 9 février 2018        |
| 6  | Supérette et offre d'emploi         | ビニコンと求人情報誌と…               | Binikon to kyūjin jōhō-shi to…            | 16 février 2018       |
| 7  | Hajime Owari et Choco Ball          | 尾張ハジメとチョコボールと…           | Owari Hajime to chokobōru to…             | 23 février 2018       |
| 8  | Roll Candy et Hight Eight Choco     | ロールキャンディとハイエイトチョコと… | Rōrukyandi to haieitochoko to…            | 2 mars 2018           |
| 9  | Internet et Super Ball              | インターネッツとスーパーボールと…     | Intānettsu to sūpābōru to…                | 9 mars 2018           |
| 10 | Calmar Monjirô et planches de manga | 紋次郎いかと漫画原稿と…               | Monjirō ika to manga genkō to…            | 16 mars 2018          |
| 11 | Bâtonnet gagnant et neige           | ホームランバーの当たり棒と雪と…       | Hōmuranbā no atari bō to yuki to…         | 23 mars 2018          |
| 12 | Retour et accueil                   | ただいまとおかえりと…                 | Tadaima to okaeri to…                     | 30 mars 2018          |